# 慈延
慈延（じえん、寛延元年（1748年）- 文化2年7月8日（1805年8月2日））は、江戸時代中期から後期にかけての天台宗の僧・歌人。父は儒医兼漢学者・塚田旭嶺（室鳩巣門下）。兄は、尾張藩明倫堂の督学（校長）を務め「寛政の五鬼」と称された儒学者・冢田大峯。字は大愚。号は吐屑庵。

## 生涯
信濃国水内郡長野村桜小路（現・長野県長野市桜枝町）で五男として生まれる。父から儒学を学び、母から和歌の手ほどきを受けた。母・千賀子の育った松代は、賀茂眞淵の門人・大村光枝が来て和歌を盛んにし、「松の百枝」という百人一首ができるほどであった。
比叡山に登って天台宗の教理を学び、僧となって延暦寺一門の円教院住職となる。しかし、幼い頃に親しんだ和歌の道が忘れられず、冷泉為村に師事して歌道に励んだ。そして和歌に専念するため、洛東岡崎の明真寺に隠棲した。
歌人としては、小沢蘆庵・澄月・伴蒿蹊とともに平安和歌四天王の一人に数えられた。和歌四天王の歌風を論じた橘南渓の『北窓瑣談』に僧慈延が歌学・儒学に通じて、その学殖が優れていることを高く評価して、「新しく・面白くよみて、歌学に漢学を兼備へて、実にこの道の宗匠なり」記されている。
文化2年（1805年）58歳で入寂し、京都岡崎の明真寺に葬られた。経石を奉納した法華塔が建てられている。

## 主著
- 『三槐和歌類』
- 『隣女晤言』
- 『慈延和歌聞書』
- 『廿一代集概覧』
- 『堀川院初度百首抄』